# Synagoga Kahal Kadosz Szalom w Rodos

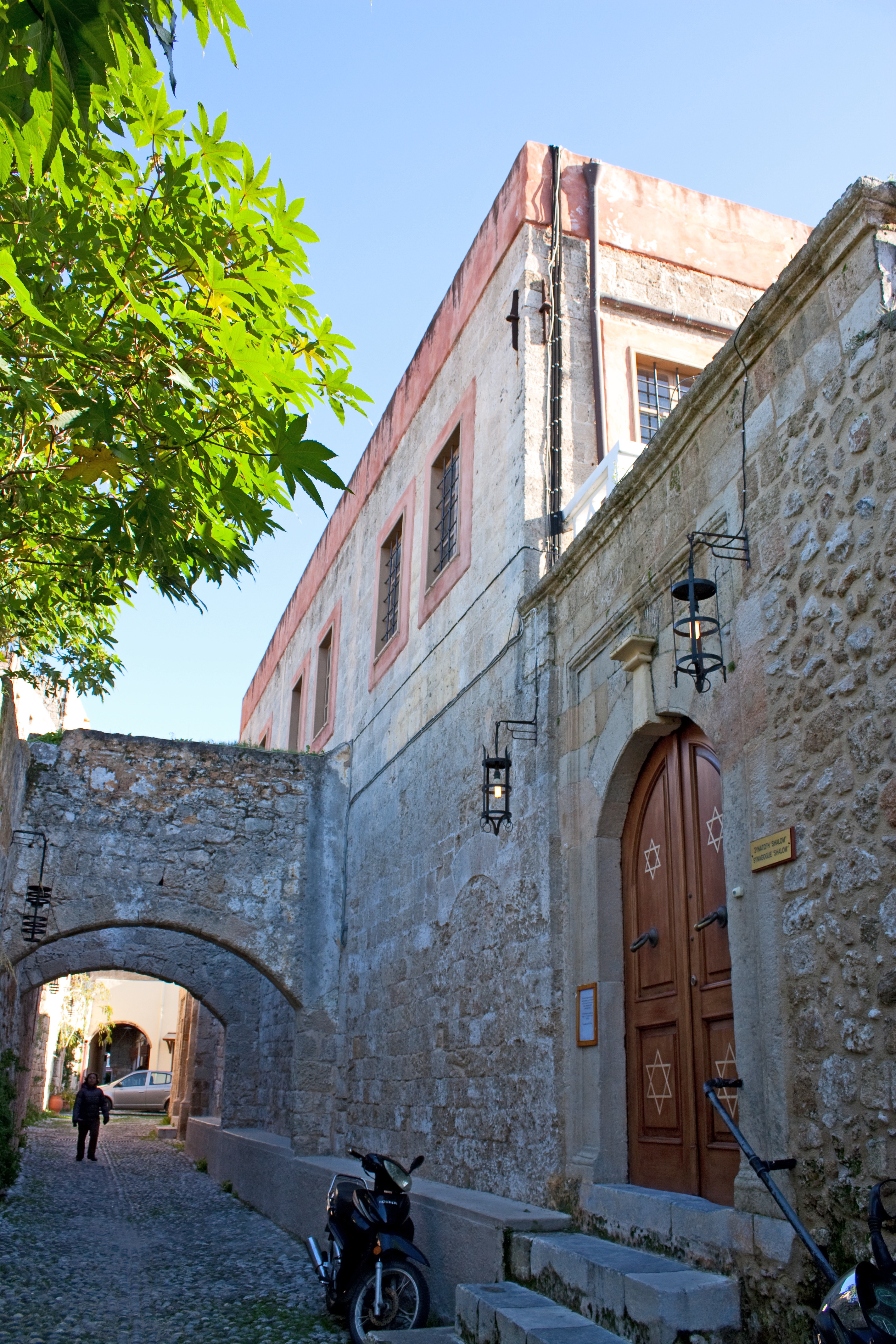
Wejście do synagogi

Synagoga Kahal Kadosh Shalom w Rodos (hebr. בית הכנסת קהל קדוש שלום, Synagoga Świętego Zgromadzenia Pokoju) – sefardyjska synagoga znajdująca się w mieście Rodos na wyspie Rodos, w dawnej żydowskiej dzielnicy La Juderia, na rogu ulic Dossiadou i Simiou. Jest najstarszą czynną synagogą w Grecji
Synagoga została zbudowana w 1577 roku. W latach 30. XX wieku rozpoczęła się masowa emigracja Żydów. Podczas II wojny światowej Niemcy wywieźli niemal wszystkich z 1700 pozostałych Żydów do obozów zagłady. Synagoga jako jedyna z czterech istniejących wówczas w mieście nie została zniszczona przez bombardowania. 
Obecnie nabożeństwa w synagodze odbywają się tylko latem, gdyż na wyspie mieszka tylko 35 osób wyznania mojżeszowego. W synagodze w jednym z bocznych pomieszczeń mieści się również Muzeum Żydów na Rodos. W budynku i na zewnątrz znajdują się tablice pamiątkowe. Pierwsza w językach ladino i hebrajskim upamiętnia dobrodziejów synagogi. Druga w języku francuskim jest poświęcona ofiarom Holokaustu.